# Life Begins Again
Life Begins Again er debutalbummet fra den amerikanske rockgruppe Jimmy Chamberlin Complex. Det blev udgivet i 25. januar 2005.
Studieindspilningerne varede kun én uge og foregik fra 22. til 29. juni 2004. På albummet medvirker en række gæstemusikere, heriblandt Billy Corgan fra Smashing Pumpkins, Bill Medley fra Righteous Brothers og Rob Dickinson fra Catherine Wheel. 

## Skæringliste
1. "Streetcrawler"
2. "Life Begins Again"
3. "PSA"
4. "Loki Cat"
5. "Cranes of Prey"
6. "Love Is Real"
7. "Owed to Darryl"
8. "Newerwave"
9. "Time Shift"
10. "Lullabye"
11. "Loki Cat (reprise)"

## Medvirkende
- Jimmy Chamberlin (trommer)
- Billy Mohler (bas, keyboard, guitar)
- Sean Woolstenhulme (guitar)
- Adam Benjamin (fender rhodes)

## Information om sangene
Alle sangene er skrevet af Jimmy Chamberlin med undtagelse af "Lullabye", der er skrevet af Billy Mohler og Becca Popkin. 
Der blev ikke udgivet nogen singler fra albummet, men i radioen er det oftes den instrumentale "Streetcrawler", "Loki Cat" eller "Owed to Darryl", der bliver spillet. 
Flere af sangene gør brug af en gæsteforsanger, heriblandt "Loki Cat", hvor Billy Corgan synger. På samme sang spiller Jimmy Chamberlins far også nogle dele af trommerne. 